# Anarmodia elongalis
Anarmodia elongalis là một loài bướm đêm trong họ Crambidae.